# Jamil Tarkhani
Jamil Tarkhani (* 8. August 1965 in Hamburg) ist ein Unternehmer, Pointfighting-Champion, Kampfsportlehrer und Kinderbuchautor. Sein Nickname „The Lone Star“ ist eine Ableitung seines Einsatzes für Texas, Texas hat den Beinamen Lone Star State (Staat des einsamen Sterns), da auf seiner Flagge nur ein Stern zu sehen ist.

## Leben
Jamil Tarkhani startet mit dem 6. Lebensjahr seine bis heute andauernde Kampfsportkarriere und ist Schüler von Grandmaster Remy A. Presas, Grandmaster Malia Bernal-Dacascos sowie Grandmaster Al Garza. 1997 baute Jamil Tarkhani die erste Privatsportschule Sinawali in Tornesch bei Hamburg.  2002 gründet Sifu Jamil Tarkhani das Kampfsport-System „Lone Star Martial Arts“.
Es folgten das BAK (Best Age Kickboxen) sowie das pädagogische Kinder-Früherziehungssystem „Tiny Ninjas“ ab 3 Jahren.
2021 folge die 2. Sportschule in Kummerfeld bei Hamburg, ausschließlich für Kinder und Jugendliche von 3–18 Jahren.
Zusammen mit Pädagogen (Erziehern), Diplom-Psychologen, Oberstufenlehrern, Sportwissenschaftlern, Physiotherapeuten und Kampfsportlehrern hat Jamil Tarkhani das Sport- und Lernsystem für Kinder ab 3 Jahren entwickelt.
Das Sport- und Lernsystem wird bereits an mehreren Schulen und Kitas übernommen.

## Erfolge als Wettkämpfer
- 17facher 5 Sterne US Grand Champion
- Über 120 internationale Siege Award Winner
- Erfolgreichster europäischer Pointfighter Nordamerikas im Schwergewicht
- dreifacher Europameister
- Kickbox Weltmeister 1998 Orlando, Florida